# Vento di caduta
Il vento di caduta è una corrente d'aria che, soffiando da una precisa direzione, dopo aver scavalcato catene montuose, scende nelle valli sottostanti, determinando un sensibile aumento di temperatura e condizioni di cielo pressoché sereno, con aria molto limpida e tersa e bassissimi tassi di umidità relativa.

## Caratteristiche
Le vette delle catene montuose creano il cosiddetto muro dello Stau, dove si addensano le nubi per effetto orografico; prima di superare la catena montuosa, il vento non incide sulle temperature, se non in base alla natura della massa d'aria a cui è associato. Una volta valicate le vette, il vento crea condizioni atmosferiche stabili, con aria molto secca; spesso possono verificarsi sensibili differenze di temperatura ed umidità tra le due valli separate dalla catena montuosa e, talvolta, mentre il tempo è stabile nel versante sottovento, può anche essere molto perturbato in quello sopravento.
Il vento di caduta crea fenomeni locali, in base alla direzione da cui soffia. In Pianura Padana, possono verificarsi condizioni di föhn, che tende a soffiare da ovest sulla pianura piemontese, da nord sulla pianura lombardo-veneta e nelle aree pedemontane del Trentino-Alto Adige, da est nella pianura del Friuli-Venezia Giulia; al contrario, nelle regioni d'oltralpe, il föhn tende a soffiare dai quadranti meridionali.
Altri venti di caduta possono interessare le aree pianeggianti, pedecollinari e pedemontane dell'Italia peninsulare, dove vengono denominati favonio o garbino. Essi tendono a soffiare da ovest o da sud-ovest quando interessano il versante orientale della penisola, mentre tendono a spirare da est o da nord-est scendendo sul versante occidentale.
I venti di caduta provenienti dai quadranti settentrionali possono determinare temporanee condizioni di cielo sereno e temperature in aumento, in attesa della massa d'aria fredda che li segue, al cui sopraggiungere viene meno l'effetto sulle temperature, pur permanendo condizioni di clima secco.